# Ministère des Droits humains (République démocratique du Congo)
Le ministère des Droits humains est l'un des ministères du gouvernement de la République démocratique du Congo. Il est chargé de la promotion et de la protection des droits humains ainsi que du suivi des engagements internationaux pris par la RDC.

## Historique
Le portefeuille est attesté au moins depuis la fin des années 1990 : le ministère publie un Livre blanc en décembre 1998.

## Missions
Les missions du ministère comprennent notamment l’élaboration et la mise en œuvre de la politique gouvernementale en matière de droits humains, la préparation et le suivi des instruments internationaux, ainsi que la coordination avec les autres institutions et organisations concernées,.

## Liste des ministres
| Nom                    | Début de mandat | Fin de mandat | Gouvernement              |
| ---------------------- | --------------- | ------------- | ------------------------- |
| Albert Fabrice Puela   | 12 avril 2021   | 29 mai 2024   | Gouvernement Sama Lukonde |
| Chantal Chambu Mwavita | 29 mai 2024     | 12 août 2025  | Gouvernement Suminwa      |
| Samuel Mbemba Kabuya   | 12 août 2025    | en cours      | Gouvernement Suminwa II   |